# Capulhuac
Capulhuac est une municipalité de l'État de Mexico, au Mexique. Elle couvre une superficie de 21,5 km2 et compte 30 838 habitants d'après le recensement de 2005.

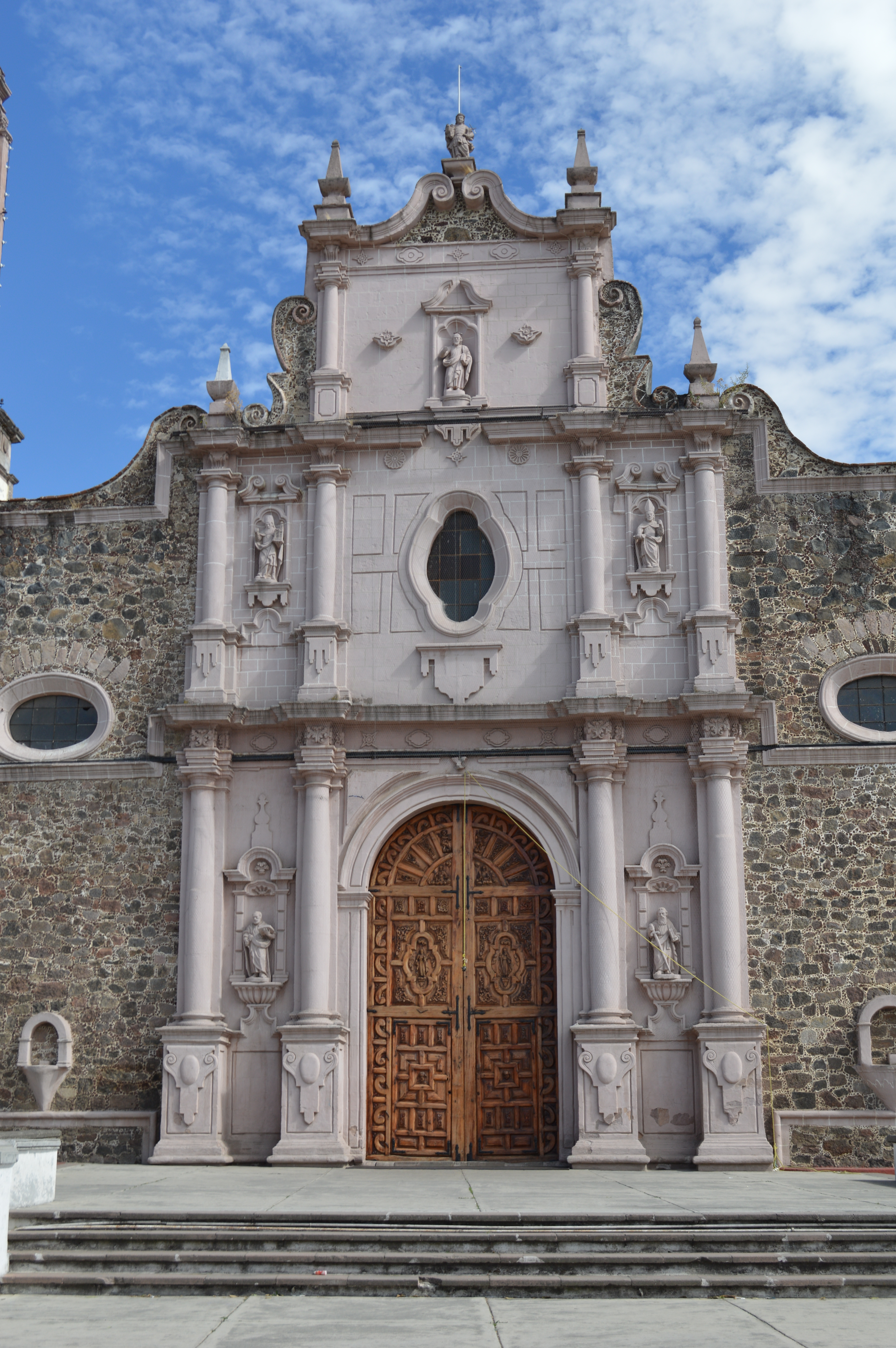
Façade du temple de San Bartolomé à Capulhuac